# Klejtarchos
Klejtarchos (stgr. Κλείταρχος) − grecki historyk z epoki hellenistycznej, autor zaginionego dzieła Historia Aleksandra, powstałego w latach 286-276 p.n.e.
Był synem Dinona z Kolofonu (również historyka), obywatelem Kolofonu w Azji Mniejszej, skąd później przeniósł się do Aleksandrii, gdzie miał przebywać na dworze Ptolemeusza I. Tam zapoznał się z historią wyprawy Aleksandra Wielkiego (w której sam nie uczestniczył, gdyż w młodości studiował filozofię) i stworzył jej opis wzbogacony o plotki i sensacje. Dzieło to, ujęte w 12 księgach, jako zaginione znane jest jedynie nielicznych fragmentów zachowanych u innych antycznych autorów, którzy z niego czerpali. Mimo zyskanej nim popularności, już w starożytności nie był ceniony jako historyk. Longinus zwykł mawiać o nim "nadęty gaduła", a Cyceron nazywał go "pisarzem o mentalności dziecka". Kwintylian cenił go za umiejętności pisarskie, natomiast w jego opinii jako historyk był niewiarygodny.